# 직접 투자
직접 투자(Foreign direct investment, FDI) 또는 해외 직접 투자는 해외(대외)투자 중 외국에서 기업 경영에 자금을 투입하여 경영에 참가하기 위해 행하는 투자이다. 새로운 기술이나 관리 방법이 도입되므로 능률이 오르는 장점이 있으나 외국 자본에 지배되는 불안감과 국민에 대한 압박감을 주는 행동을 취할 경우가 많으므로 내셔널리즘이 강한 나라에서는 큰 반감을 사는 일이 많다. 따라서, 이것을 회피하기 위해 합작회사라는 형태를 채택하기도 한다.

## 정의
넓은 의미에서 외국 직접 투자에는 “인수합병, 새로운 시설 건설, 해외 사업에서 얻은 이익 재투자 및 회사 내부 대출”이 포함된다. 좁은 의미에서, 외국인 직접 투자는 새로운 시설을 짓는 것, 그리고 투자자가 아닌 다른 경제에서 활동하는 기업에서 지속적인 경영 이익(10% 이상의 의결권 주식)을 의미한다. FDI는 국제 수지에 나타난 자기자본, 장기자본 및 단기자본의 합이다. FDI는 보통 경영, 합작투자, 기술이전 및 전문지식의 참여를 포함한다. FDI의 주식은 특정 기간의 누적된 FDI의 망이다.(즉, 외국인 FDI에서 내국 직접 투자로) 직접 투자는 주식 매입을 통한 투자를 제외한다.
대한민국 외국환거래법에서는 해외직접투자를 다음과 같이 정의한다.
"해외직접투자"란 거주자가 하는 다음 각 항목의 어느 하나에 해당하는 거래·행위 또는 지급을 말한다.
- 가. 외국법령에 따라 설립된 법인(설립 중인 법인을 포함)이 발행한 증권을 취득하거나 그 법인에 대한 금전의 대여 등을 통하여 그 법인과 지속적인 경제 관계를 맺기 위하여 하는 거래 또는 행위로서 대통령령으로 정하는 것
- 나. 외국에서 영업소를 설치·확장·운영하거나 해외사업 활동을 하기 위하여 자금을 지급하는 행위로서 대통령령으로 정하는 것

## 의의
금리 · 배당 소득 등을 목적으로 한 간접 투자와 달리 직접 투자는 경영의 실질적인 부분이 국경을 넘어 움직이기 때문에 양국의 경제에 주는 의미가 크다. 구체적으로는,
- 제조 및 유통업 등의 그린 필드 투자는 고용 창출 효과가 크다.
- 현지에 기술 이전을 기대할 수 있다 (특히 선진국에서 개발 도상국에 대한 투자의 경우).
- 외국의 앞선 경영 기법이 직접 투자를 통해 유입된다. 일본에서도 '카테고리 킬러 '로 불리는 미국의 대형 유통 산업이 1990년대 이후 일본에 진출한 것이 일본 유통 업계의 경영에 큰 영향을 주었다. 또한 르노가 닛산을 인수하여 카를로스 곤 사장이 닛산의 구조 조정을 성공시켰다.
- 제조업의 직접 투자를 통해 지금까지 수입하던 제품을 국내에서 제조할 수 있게 되고, 또한 수출 산업으로 발전할 수 있으면 경상수지 개선이 기대된다.

그러나 대외 직접 투자는 국내 산업공동화를 촉진한다고 생각되는 경우가 많으며, 정책적으로 추진하는 나라는 적다. 일본에서는 1980년부터 1990년까지 구미 제국과의 무역 마찰이 심했던 시대에 정치적 배려로 민관을 올려 구미에 제조업 직접 투자를 추진했다. 2014년 현재 미국의 자동차 메이커의 실적이 부진한데도, 일본에 대한 비판이 일어나지 않는 것은 일본 업체가 미국에서 현지 생산을 정착시키고 있다는 것이 하나의 요인으로 간주하고 있다.
대외 직접 투자는 그 나라에서 창출할 생산과 고용을 창출하지 않는 의미에서 생산 · 고용의 감소를 초래한다. 일본의 경제학자 이와타 키 쿠오는 "대외 직접 투자의 증가는 일본의 미숙련 노동자의 임금을 억제하는 요인이 된다"고 지적하고 있다.

## 같이 보기
- 투자 보장 협정